# ويكيبيديا البهارية
ويكيبيديا البهارية (بالبهارية विकिपीडिया) هي إصدار باللغة البهارية لموسوعة ويكيبيديا ضمن مشروع ويكيميديا، ذات نظام كتابة ديوناكرية (سنسكريتية) ورمز كودها الويكيبيدي معرَّف ب (Bh)
وتم إطلاقها إلى حيز الوجود في ويكيميديا في تاريخ 30 مايو 2004.
وهي مجموعة من اللغات الفرعية عن اللغة البهارية تحت الكود الويكيبدي Bh، وهي لغة هندية آرية، تنتمي إلى عائلة اللغات الهندية الأوروبية. وتعتبر كلغة محكية في أجزاء من الشمال الشرقي للهند وتتمركز في إقليم بهار (الهند) (बिहार) إحدى ولايات الهند، وهي تقع في الجزء الشرقي من البلاد، وعاصمتها باتنا. تقع شمالها جمهورية النيبال. كما تتحدثها المناطق النيبالية على الحدود الهندية ومناطق بنغالية.

## أرقام وإحصاءات
إلى حدود إحصاءات 20 نونبر 2015، سجلت ويكيبدبا البهاربة حسب إحصاءات مشروع ويكيمديا حوالي 5963 مقالة، و213,780 تعديلا و 7,629 مستخدما مسجلا، بينهم 27 مستخدما نشيطا فقط في الشهر الأخير، وثلاثة إداريين، وتم تحميل 29 صورة فيها، وتحتل المرتبة 65 من حيث العمق.
| عدد المستخدمين المسجلين | عدد المستخدمين النشيطين | عدد المقالات | عدد الصور المرفوعة | عدد الإداريين |
| ----------------------- | ----------------------- | ------------ | ------------------ | ------------- |
| 7,629                   | 27                      | 5,963        | 29                 | 2             |